# Gliese 832 c
Gliese 832 c – niepotwierdzona planeta pozasłoneczna, której odkrycie ogłoszono w 2014. Miała krążyć wokół gwiazdy Gliese 832 położonej w odległości około 16 lat świetlnych od Ziemi (4,95 parseka) i być drugą po Gliese 832 b planetą odkrytą w tym układzie planetarnym. Analizy wskazywały, że jest to skalista planeta ziemiopodobna.

## Nazwa
Nazwa pochodzi od oznaczenia gwiazdy w katalogu Gliesego, numer „832” to numer kolejny gwiazdy, a litera „c” oznacza, że jest to druga odkryta planeta tej gwiazdy. Gwiazda Gliese 832 znana jest także jako HD 204961, HIP 106440 i LHS 3685.

## Odkrycie
Sygnał przypisywany planecie został odkryty przez międzynarodowy zespół astronomów pod kierownictwem Roberta A. Wittenmyera z Uniwersytetu Nowej Południowej Walii. Do jej odkrycia użyto metody pomiaru prędkości radialnej mierzącej niewielkie kołysanie gwiazdy spowodowane obecnością planet. Dane zostały zebrane przez programy i obserwatoria Anglo-Australian Planet Search, Planet Finder Spectrograph oraz HARPS-TERRA, w okresie piętnastu lat.

## Charakterystyka
Gwiazda Gliese 832 jest odległa o około 16 lat świetlnych od Ziemi (4,95 parseka), co w skali Drogi Mlecznej stanowi najbliższe sąsiedztwo Słońca. Sygnał zinterpretowany jako okres orbitalny planety ma okres 35,68 ± 0,03 dni, a jego amplituda pozwala na wyznaczenie masy minimalnej obiektu na 5,40 ± 0,95 M🜨. Analiza wskazywała, że orbita planety ma niską ekscentryczność (e = 0,18 ± 0,13), prawdopodobnie jest niemal kołowa i planeta znajduje się w średniej odległości 0,163 au od gwiazdy. Taka odległość sytuowała ją blisko wewnętrznej granicy ekosfery jej gwiazdy. Planety krążące tak blisko gwiazd są często w stanie rotacji synchronicznej, co oznacza, że planeta jest obrócona do gwiazdy zawsze tylko jedną stroną. W efekcie tego dochodziłoby do nagrzewania się jednej części planety i wychłodzenia drugiej jej części, która cały czas byłaby pogrążona w ciemności.
Planety o masach kilkakrotnie większych od Ziemi są zaliczane do klasy superziemi, co znaczy, że są najprawdopodobniej skaliste, ale nie, że są podobne do Ziemi. Odkrywcy wskazali, że planeta jest prawdopodobnie bardziej zbliżona do „super-Wenus” z gęstą atmosferą, podobnie jak wcześniej odkryta Kepler-69c. Mimo tego jej parametry sprawiały, że miała bardzo wysoki wskaźnik w skali podobieństwa do Ziemi (ESI) wynoszący 0,81. Oznacza to, że przy odpowiedniej atmosferze, warunki na jej powierzchni mogłyby być zbliżone do ziemskich i dawać szansę na powstanie życia. Samo istnienie odpowiedniej atmosfery nie jest brane pod uwagę przy ocenie ESI.

## Zanegowanie istnienia
W 2022 roku ukazała się praca negująca istnienie tej planety – sygnał przypisywany planecie może być związany z aktywnością samej gwiazdy. Okres obrotu gwiazdy to 37,5 +1,4−1,5 doby, co w granicy błędu zgadza się z domniemanym okresem obiegu planety. Autorzy przeanalizowali dłuższą serię pomiarów i odkryli, że po odfiltrowaniu sygnałów związanych z aktywnością samej gwiazdy, w danych nie pozostaje koherentny sygnał, który można by przypisać planecie Gliese 832 c.